# Amstel Gold Race 2015
L'Amstel Gold Race 2015 va ser la 50a edició de l'Amstel Gold Race i es disputà el 19 d'abril de 2015, sobre un recorregut de 258 km, entre Maastricht i Valkenburg. Aquesta fou l'onzena prova de l'UCI World Tour 2015 i primera del tríptic de les Ardenes, abans de la Fletxa Valona i la Lieja-Bastogne-Lieja.
El vencedor final fou el polonès Michal Kwiatkowski (Etixx-Quick Step), que s'imposà a l'esprint en un grup reduït format després de l'ascensió al Cauberg. Amb aquesta victòria Kwiatkowski es converteix en el quart ciclista en guanyar l'Amstel Gold Race mentre vestia el mallot de campió del món. L'espanyol Alejandro Valverde| (Movistar Team) i l'australià Michael Matthews (Orica-GreenEDGE) foren segon i tercer respectivament, completant el podi.

## Equips participants
En aquesta edició de l'Amstel Gold Race hi van prendre part 25 equips, els 17 World Tour, automàticament convidats i obligats a participar-hi, i 8 de categoria continental, confirmats entre el 2 i el 23 de febrer de 2015.
| Núm.    | Codi | Equip                 |
| ------- | ---- | --------------------- |
| 1-8     | BMC  | BMC Racing Team       |
| 11-18   | ALM  | AG2R La Mondiale      |
| 21-28   | FDJ  | FDJ                   |
| 31-38   | AST  | Astana Qazaqstan Team |
| 41-47   | EQS  | Etixx-Quick Step      |
| 51-58   | IAM  | IAM Cycling           |
| 61-68   | LAM  | Lampre-Merida         |
| 71-78   | LTS  | Lotto Soudal          |
| 81-88   | MOV  | Movistar Team         |
| 91-98   | OGE  | Orica-GreenEDGE       |
| 101-107 | TCG  | Cannondale-Garmin     |
| 111-118 | TGA  | Team Giant-Alpecin    |
| 121-128 | KAT  | Team Katusha          |

| Núm.    | Codi | Equip                       |
| ------- | ---- | --------------------------- |
| 131-138 | TLJ  | Team LottoNL-Jumbo          |
| 141-148 | SKY  | Team Sky                    |
| 151-158 | TCS  | Team Tinkoff-Saxo           |
| 161-168 | TFR  | Trek Factory Racing         |
| 171-178 | BAR  | Bardiani CSF                |
| 181-188 | CCC  | CCC Sprandi Polkowice       |
| 191-198 | CLT  | Cult Energy                 |
| 201-208 | MTN  | MTN Qhubeka                 |
| 211-218 | NIP  | Nippo-Vini Fantini          |
| 221-228 | ROP  | Roompot                     |
| 231-238 | TSV  | Topsport Vlaanderen-Baloise |
| 241-248 | WGG  | Wanty-Groupe Gobert         |

## Favorits
En aquesta edició fins a set antics vencedors de la cursa hi prenen part: Davide Rebellin (2004), Frank Schleck (2006), Stefan Schumacher (2007), Damiano Cunego (2008), Enrico Gasparotto (2012), Roman Kreuziger (2013) i Philippe Gilbert, triple vencedor (2010, 2011 i 2014) i gran favorit a la victòria final.
Altres possibles vencedors a la victòria final són el campió del món Michal Kwiatkowski, Alejandro Valverde, Joaquim Rodríguez i Rui Costa.

## Desenvolupament de la cursa
Durant els primers quilòmetres de la cursa es va formar una escapada composta per Laurens De Vreese (Astana Qazaqstan Team), Jan Polanc (Lampre-Merida), Timo Roosen (Team LottoNL-Jumbo), Linus Gerdemann (Cult Energy), Johann Van Zyl (MTN Qhubeka) i Mike Terpstra (Roompot), que disposaren de fins a 11 minuts. Això va fer que sobretot el BMC Racing Team, però també el Movistar Team i el Nippo-Vini Fantini es posessin al capdavant del gran grup per controlar l'escapada. A manca de 70 quilòmetres per l'arribada l'Orica-GreenEDGE també es va afegir a la neutralització, mentre l'escapada quedava reduïda a De Vreese, Polanc y Gerdemann. Els primers en ataca dins el gran grup foren David Tanner (IAM Cycling) i Simon Clarke (Orica-GreenEDGE). A manca de 34 quilòmetres Tony Martin (Etixx-Quick Step), junt a Vincenzo Nibali, Diego Rosa (Astana Qazaqstan Team), Damiano Caruso (BMC Racing Team), Wilco Kelderman (Team LottoNL-Jumbo) i Alex Howes (Cannondale-Garmin) s'escaparen i ràpidament obtingueren una mica més de mig minut sobre el grup principal. Poc després Michael Matthews (Orica-GreenEDGE), Nibali i Martin queden al capdavant, però foren capturats poc abans de l'ascensió final al Cauberg. Diversos foren els ciclistes que intentaren l'atac en els primers metres d'ascensió, però sols Philippe Gilbert (BMC Racing Team) obrí una mica de forat, seguit de prop per Matthews. Alejandro Valverde (Movistar Team) enllaçà poc abans de finalitzar la pujada al Cauberg. En els 1,8 quilòmetres que quedaven fins a quinze ciclistes arribaren al grup capdavanter. Greg Van Avermaet fou el primer en atacar, però Michał Kwiatkowski (Etixx-Quick Step) va remuntar fins a imposar-se clarament en l'esprint. Valverde i Matthews completaren el podi.

## Classificació final
|    | Ciclista                 | Equip                 | Temps      | World Tour Punts |
| -- | ------------------------ | --------------------- | ---------- | ---------------- |
| 1  | Michał Kwiatkowski (POL) | Etixx-Quick Step      | 6h 31’ 49” | 80               |
| 2  | Alejandro Valverde (ESP) | Movistar Team         | m. t.      | 60               |
| 3  | Michael Matthews (AUS)   | Orica-GreenEDGE       | m. t.      | 50               |
| 4  | Rui Costa (POR)          | Lampre-Merida         | m. t.      | 40               |
| 5  | Greg Van Avermaet (BEL)  | BMC Racing Team       | m. t.      | 30               |
| 6  | Tony Gallopin (FRA)      | Lotto Soudal          | m. t.      | 22               |
| 7  | Julian Alaphilippe (FRA) | Etixx-Quick Step      | m. t.      | 14               |
| 8  | Enrico Gasparotto (ITA)  | Wanty-Groupe Gobert   | m. t.      | -                |
| 9  | Maciej Paterski (POL)    | CCC Sprandi Polkowice | m. t.      | -                |
| 10 | Philippe Gilbert (BEL)   | BMC Racing Team       | m. t.      | 2                |